# Cal Sas II
Cal Sas II és un edifici del municipi de Bellmunt del Priorat (Priorat) protegit com a bé cultural d'interès local.

## Descripció
Edifici de planta trapezoïdal, bastit de maó i maçoneria, amb reforç de carreu als angles, de planta i dos pisos. A la façana principal s'obren dues portes i una finestra a la planta baixa, tres balcons al primer pis i tres finestrelles a les golfes. La porta principal té la llinda de pedra i al centre de l'arc rebaixat hi ha la data de 1863. Es tracta d'un edifici isolat i d'aspecte sòlid i massís que, malgrat el seu escàs valor arquitectònic, se separa clarament de la tipologia habitual de les cases del mateix carrer.

## Història
L'edifici fou aixecat la segona meitat del segle passat per la família Sas, de notòria importància local, com a segona residència al poble i destinada als fill. Actualment és arrendada.